# Peter Altmaier
Peter Altmaier (Ensdorf, 18 de junho de 1958) é um político alemão da União Democrata-Cristã (CDU). Em 17 de dezembro de 2013 prestou juramento como Ministro Federal para Assuntos Especiais.

## Vida
é um advogado e político alemão (CDU) que atuou como Ministro Federal da Economia e Energia desde março de 2018. Anteriormente, ele foi Ministro Federal do Meio Ambiente, Conservação da Natureza e Segurança Nuclear de maio de 2012 a Dezembro de 2013 e Chefe da Chancelaria Alemã e como Ministro Federal para Assuntos Especiais de dezembro de 2013 a março de 2018. Altmaier é visto como um dos conselheiros mais confiáveis da chanceler Angela Merkel e defensor de sua ala mais centrista da CDU. Foi descrito em 2017 como "O homem mais poderoso de Berlim".